# Hulbælte
Et hulbælte er en type forsvarsværk, eller måske grænsemarkering, bestående af flere rækker huller af op til 30 centimeters dybde i et bælte på nogle meters bredde. Mellem hullerne har man fundet spidse træpinde. Hulbælter kendes fra flere jernalderudgravninger.
Tidligere har man antaget at hullerne var rester af en palisade, men hullernes ringe dybde og det forhold at der ikke er fundet spor af stolper i hullerne, taler imod denne tolkning.